# Fulham F.C.
Câu lạc bộ bóng đá Fulham là một câu lạc bộ bóng đá chuyên nghiệp của Anh đang thi đấu tại Giải bóng đá Ngoại hạng Anh, có trụ sở đặt tại Fulham, Luân Đôn. Được thành lập vào năm 1879, Fulham hiện là CLB bóng đá chuyên nghiệp lâu đời nhất ở Luân Đôn.
Sân nhà hiện tại của Fulham là sân Craven Cottage, trở thành sân nhà của CLB từ năm 1896. Sân nằm cạnh sông Thames ở Fulham. Sân tập của Fulham nằm tại công viên Motspur.
Giai đoạn gắn liền với cựu chủ tịch Mohamed Al-Fayed, sau khi câu lạc bộ leo lên hạng 4 vào những năm 1990. Fulham đã lọt vào hai trận chung kết FA Cup và UEFA Europa League.
Các đối thủ chính của Fulham là các câu lạc bộ đồng hương ở London Chelsea, Queens Park Rangers và Brentford. Câu lạc bộ sử dụng áo sơ mi trắng và quần đùi đen làm bộ quần áo thi đấu sân nhà vào năm 1903.

## Thành tích

### Giải hạng nhất và giải hạng nhì Anh
- Vô địch 1949, 2001
- Á quân 1959

### Giải hạng ba và hạng nhì
- Vô địch 1932, 1999
- Á quân 1971

Giải hạng ba
- Á quân 1997
- Giải hạng nhất 2 (miền Nam)
  - 1905-06, 1906-07
- Giải hạng nhì 2 (miền Nam)
  - 1902, 1903

### Giải trong nước
- Cúp FA
  - Á quân - 1975
  - Bán kết - 1908, 1936, 1958, 1962, 2002
- Cúp Liên đoàn
  - Tứ kết 1968, 1971, 2000, 2001, 2005

### Cúp châu Âu
- Cúp Anh-Scotland
  - Á quân- 1975
- Cúp Intertoto
  - 2002
- UEFA Europa League
  - Á quân - 2010

## Cầu thủ

### Đội hình hiện tại
Tính đến ngày 2 tháng 2 năm 2024
Ghi chú: Quốc kỳ chỉ đội tuyển quốc gia được xác định rõ trong điều lệ tư cách FIFA. Các cầu thủ có thể giữ hơn một quốc tịch ngoài FIFA.
| Số | VT | Quốc gia    | Cầu thủ                             |
| -- | -- | ----------- | ----------------------------------- |
| 1  | TM | Slovakia    | Marek Rodák                         |
| 2  | HV | Hà Lan      | Kenny Tete                          |
| 3  | HV | Nigeria     | Calvin Bassey                       |
| 4  | HV | Anh         | Tosin Adarabioyo                    |
| 6  | TV | Anh         | Harrison Reed                       |
| 7  | TĐ | México      | Raúl Jiménez                        |
| 8  | TV | Wales       | Harry Wilson                        |
| 9  | TĐ | Albania     | Armando Broja (mượn từ Chelsea)     |
| 10 | TV | Scotland    | Tom Cairney (đội trưởng)            |
| 11 | TĐ | Tây Ban Nha | Adama Traoré                        |
| 12 | HV | Sénégal     | Fodé Ballo-Touré (mượn từ AC Milan) |
| 13 | HV | Hoa Kỳ      | Tim Ream (đội phó)                  |

| Số | VT | Quốc gia   | Cầu thủ              |
| -- | -- | ---------- | -------------------- |
| 14 | TĐ | Jamaica    | Bobby Decordova-Reid |
| 17 | TM | Đức        | Bernd Leno           |
| 18 | TV | Brasil     | Andreas Pereira      |
| 19 | TĐ | Brasil     | Rodrigo Muniz        |
| 20 | TĐ | Brasil     | Willian              |
| 21 | HV | Bỉ         | Timothy Castagne     |
| 22 | TV | Nigeria    | Alex Iwobi           |
| 23 | TM | Đức        | Steven Benda         |
| 26 | TV | Bồ Đào Nha | João Palhinha        |
| 28 | TV | Serbia     | Saša Lukić           |
| 31 | HV | Pháp       | Issa Diop            |
| 33 | HV | Hoa Kỳ     | Antonee Robinson     |

### Cầu thủ cho mượn
Ghi chú: Quốc kỳ chỉ đội tuyển quốc gia được xác định rõ trong điều lệ tư cách FIFA. Các cầu thủ có thể giữ hơn một quốc tịch ngoài FIFA.
| Số | VT | Quốc gia | Cầu thủ                                                           |
| -- | -- | -------- | ----------------------------------------------------------------- |
| —  | HV | Anh      | Steven Sessegnon (tại Charlton Athletic đến hết mùa giải 2022-23) |

## Liên kết
- Trang web chính thức